# Janusz Węc
Janusz Józef Węc (ur. 20 czerwca 1957 w Nysie) – polski  historyk i politolog, profesor nauk humanistycznych, wykładowca w Instytucie Nauk Politycznych i Stosunków Międzynarodowych Uniwersytetu Jagiellońskiego.

## Kariera naukowa
W 1980 r. ukończył z wyróżnieniem studia historyczne na Wydziale Filozoficzno-Historycznym Uniwersytetu Jagiellońskiego w Krakowie. 30 czerwca 1987 r. uzyskał na Wydziale Prawa i Administracji UJ stopień doktora nauk humanistycznych w dyscyplinie nauk o polityce na podstawie pracy Polityka wschodnia FDP w okresie rządów w RFN koalicji socjalliberalnej (1969-1982). 26 października 2001 r. uzyskał na Wydziale Historycznym UJ stopień doktora habilitowanego nauk humanistycznych w dyscyplinie historii na podstawie dorobku naukowego i rozprawy CDU/CSU wobec polityki niemieckiej Republiki Federalnej Niemiec 1949-1969. 31 stycznia 2008 r. uzyskał tytuł naukowy profesora nauk humanistycznych.
Od 2015 r. pełni funkcję kierownika Katedry Studiów nad Procesami Integracyjnymi w Instytucie Nauk Politycznych i Stosunków Międzynarodowych Uniwersytetu Jagiellońskiego w Krakowie.
Najważniejsze pobyty zagraniczne w charakterze doktoranta, profesora wizytującego lub wykładowcy na uniwersytetach niemieckich, austriackich i holenderskich: Bonn (1984-1986, 1999); Erlangen-Norymberga (1992), Salzburg (1991, 1992), Berlin (2005), Brema (2006) i Nijmegen (2015). W ramach działalności naukowej pełnił funkcję kierownika lub wykonawcy licznych krajowych i międzynarodowych projektów badawczych, w tym m.in.: (1) Jean Monnet Chair Komisji Europejskiej: EUCRIS: European Union in Crisis: What is Wrong and How to Fix It? (2016-2019) oraz (2) UNA EUROPA: Research Group on Global Governance: Dialogues between policy-makers and Academia (2020-2022). Honorowy Profesor Jean Monnet w Uniwersytecie Jagiellońskim. Ekspert Przedstawicielstwa Komisji Europejskiej w Polsce i członek Team Europe. Członek Komisji Historycznej PAN (Oddział w Krakowie) oraz licznych towarzystw naukowych
Jest autorem ponad 300 publikacji naukowych wydanych w kraju i za granicą, w tym m.in. ponad 20 monografii i syntez.
Odznaczenia i nagrody za osiągnięcia naukowe:
- Srebrny Krzyż Zasługi (2007 r.)[9],
- Złoty Medal za Długoletnią Służbę (2022 r.)[10].
- Nagrody JM Rektora Uniwersytetu Jagiellońskiego za osiągnięcia naukowe w latach 1991, 1994, 1997, 2003, 2007, 2008, 2009, 2012, 2013, 2017, 2018, 2019 i 2024[3]

Wybrane publikacje naukowe:
- The System Reform of the Economic and Monetary Union (2010–2022). Dynamics – Successes – Failures, Peter Lang Publishing, Lausanne-Berlin-Bruxelles-Chennai-New York-Oxford 2023.
- Europa und die Europäer. Perspektiven der polnischen Wissenschaft im 21. Jahrhundert. Im Gedenken an Bronisław Geremek (współautor), Harrassowitz Verlag, Wiesbaden 2023.
- Germany’s Position on the System Reform of the European Union in 2002-2016, Peter Lang Publishing, Berlin- Bern-Bruxelles-New York-Oxford 2018.
- Wielka historia świata. Tom XII. Od drugiej wojny światowej do XXI wieku (współautor), pod red. W. Rojka, Kraków 2018.
- Niemcy wobec reformy ustrojowej Unii Europejskiej w latach 2002-2016, Kraków 2017.
- Traktat Lizboński. Polityczne aspekty reformy ustrojowej Unii Europejskiej w latach 2007-2015. Orzecznictwo sądów konstytucyjnych wybranych państw członkowskich UE oraz proces implementacji traktatu lizbońskiego, Kraków 2016.
- Pierwsza polska prezydencja w Unii Europejskiej. Uwarunkowania - Procesy decyzyjne – Osiągnięcia i niepowodzenia, Kraków 2012.
- Spór o kształt ustrojowy Wspólnot Europejskich i Unii Europejskiej w latach 1950-2010. Między ideą ponadnarodowości a współpracą międzyrządową, Kraków 2012.
- Wpływ integracji europejskiej na przemiany kulturowe i rozwój społeczno-gospodarczy Euroregionu „Śląsk Cieszyński” (współautor), Kraków-Bielsko-Biała 2012.
- Sozialliberale Ostpolitik: Die FDP und der Warschauer Vertrag. Die Haltung der FDP gegenüber den Verhandlungen mit Polen über den Warschauer Vertrag vom 7. Dezember 1970, Potsdam 2011.
- Traktat lizboński. Polityczne aspekty reformy ustrojowej Unii Europejskiej w latach 2007-2009, Kraków 2011.
- Najnowsza historia świata 1995-2007, t. 4 (współautor), Kraków 2008 i następne.
- Spór o kształt instytucjonalny Wspólnot Europejskich i Unii Europejskiej 1950-2005. Między ideą ponadnarodowości a współpracą międzyrządową. Analiza politologiczna, Kraków 2006.
- CDU/CSU wobec polityki niemieckiej Republiki Federalnej Niemiec 1949-1969, Kraków 2000.
- Rozwój stosunków politycznych, militarnych i ekonomicznych między Polską a Republiką Federalną Niemiec po 1989 r., Warszawa 1998.
- Najnowsza historia świata 1945-1963, t. 1-3 (współautor), Kraków 1997 i następne.
- Die Deutschlandpolitik Polens 1945-1991. Von der Status-Quo-Orientierung bis zum Paradigmenwechsel (współautor), Kraków 1993.
- FDP wobec polityki wschodniej RFN (1969-1982), Poznań 1990